# دوايت واتسون
دوايت واتسون (بالإنجليزية: Dwight Watson)‏ هو مدير فني أمريكي، ولد في 29 مايو 1873 في بلدة جنيف في الولايات المتحدة، وتوفي في 28 ديسمبر 1920 في ساوث هيفن في الولايات المتحدة.